# Propstei Mühldorf
Die Propstei Mühldorf war ein Verwaltungsbereich des Klosters Seeon mit Sitz in Mühldorf am Inn im heutigen oberbayerischen Landkreis Mühldorf am Inn.
Die nördlich und östlich gelegenen Klostergüter wurden vom Klosterhaus in Mühldorf, dem Sitz der Propstei, überwacht. Die 169 verwalteten Güter lagen in verschiedenen Landgerichten und Hofmarken. Die Mehrheit der Grundholden mussten ihre jährlichen Abgaben im Kloster Seeon und nur zum kleinen Teil im Mühldorfer Klosterhaus abliefern. 